# Van Rouwenoort

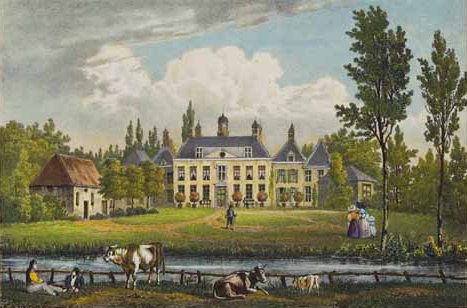
Ulenpas in 1827 door Sturm, J. en Jobard

Van Rouwenoort is een oud adellijk geslacht uit Gelderland waarvan leden sinds 1814 tot de Nederlandse adel behoren en dat in 1874 uitstierf.

## Geschiedenis
De stamreeks begint met Herman van Ruwenoirt die in 1396 kasteel Ulenpas kocht omdat zijn kasteel Klein Enghuizen was verwoest. Herman overleed na 1 april 1408.
Het kasteel Ulenpas zou tot 1874, tot de laatste telg van het geslacht, in familiebezit blijven. Een nazaat werd bij Souverein Besluit van 28 augustus 1814 benoemd in de ridderschap waardoor hij en zijn nakomelingen tot de Nederlandse adel van het koninkrijk gingen behoren; met een dochter van de laatste stierf het geslacht in 1874 uit.

## Enkele telgen
Herman van Ruwenoirt, kocht in 1396 kasteel Ulenpas
- Hendrick van Ruwenoirt, overleden na 14 september 1447
  - Hendrick van Ruwenoirt, beleend met de Ulenpas in 1433, overleden voor 1460
    - Hendrick van Ruwenoirt, gerichtsman van Doesburg, lijftochtte zijn moeder en vrouw aan de Ulenpas
      - Goessen van Ruwenoirt, gerichtsman van Doesburg, overleden tussen 1536 en 1544
        - Hendrick van Rouwenoort, heer van den Ulenpas, in de ridderschap, overleden voor 13 november 1562
          - Hendrick van Rouwenoort, heer van den Ulenpas, in de ridderschap, overleden voor 28 februari 1656
            - Hendrik van Rouwenoort, heer van den Ulenpas (†1658), in de ridderschap
              - Hendrik van Rouwenoort, heer van den Ulenpas (†1676), in de ridderschap
                - Hendrik van Rouwenoort, heer van den Ulenpas en Holthuysen (1664-1735), in de ridderschap
                  - Willem Hendrik van Rouwenoort, heer van den Ulenpas en Holthuysen (1705-1782), in de ridderschap, schout
                    - jhr. Hendrik Adriaan van Rouwenoort, heer van Langen en den Ulenpas (1741-1815), in de ridderschap, lid provinciale staten van Gelderland
                      - jkvr. Wilhelmina Maria van Rouwenoort, vrouwe van den Ulenpas (1794-1874), laatste telg van het geslacht; trouwde in 1812 met Frederik Wilhelm baron van der Borch, heer van Helbergen en Verwolde (1791-1866), lid ridderschap, provinciale en gedeputeerde staten van Gelderland